# Videojuegos de Fórmula 1

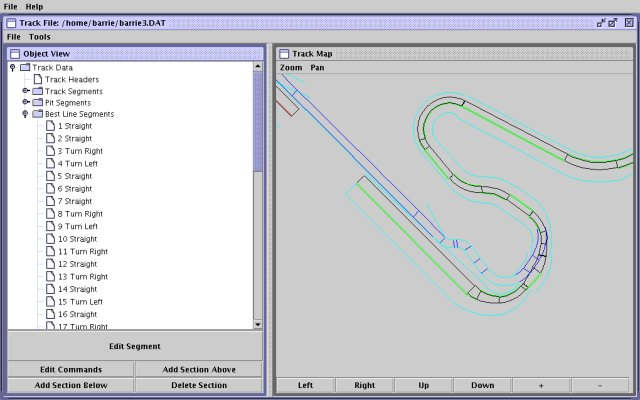
Aquí se muestra una imagen de la programación de un circuito de fórmula 1

Desde el lanzamiento del videojuego Pole Position en 1983, Fórmula 1 siempre ha tenido un rol esencial en los videojuegos de carreras. El simulador de 1991 Grand Prix, desarrollado por Geoff Crammonf, jugó un papel integral en los juegos de Fórmula 1, desde los juegos de arcade hasta las simulaciones completas del deporte automovilístico.

## Primeras raíces y juegos de arcade
Las raíces de los juegos de Fórmula 1 se remontan en la década de 1970, con juegos de arcade como Gran Trak 10 (desarrollado por Atari), el cual representaba a coches de F1, recorriendo una pista de carreras
Sin embargo, el primer videojuego exitoso de Fórmula 1 de la historia fue Pole Position, desarrollado por Namco. En el videojuego, el jugador tiene que completar una vuelta en un cierto período de tiempo para calificar en una carrera en el Fuji Speedway. Después de calificar, el jugador tiene que enfrentarse a otros vehículos en una carrera por el campeonato. El juego fue muy exitoso y dio origen a una secuela oficial, Pole Position II, y uno no oficial, llamado Final Lap. Después del éxito de Pole Position, muchos videojuegos similares aparecieron en los arcades (y posteriormente en computadoras domésticas) como TX-1.
Hacia a finales de la década de 1980, las arcades tuvieron un declive, tras la expansión de las computadoras domésticas. Entre los últimos videojuegos exitosos de arcade se encuentran Super Sprint, que hace uso de la vista superior en vez de la vista posterior que se aplica en la mayoría de los videojuegos del género, y su secuela llamado Championship Sprint.

## Nacimiento de las computadoras domésticas
Los primeros verdaderos simuladores de Fórmula 1 fueron Chequered Flag y Formula One Grand Prix (F1GP), desarrollado por Geoff Crammond. Chequered Flag presentaba varias mejoras, como el agotamiento de combustible, daños en el vehículo, y un conjunto de varios circuitos reales. Anteriormente, la mayoría de los videojuegos que representaban a Fórmula 1, como  Grand Prix Circuit de Accolade y Ferrari Formula One de Electronic Arts, habían sido juegos de estilo arcade, pero en F1GP tuvo un mayor enfoque en los aspectos físicos de los vehículos, además de gráficos innovadores y renderizado preciso en las pistas de carreras reales. El juego, lanzado en 1992, estuvo basado en la temporada de 1991. Con el paso de los años, el juego tuvo las secuelas Grand Prix 2, Grand Prix 3, y Grand Prix 4 (realizados en 1994, 1998, con una actualización en 2000, y 2000 respectivamente).
La licencia oficial de F1 también estuvo en manos de Ubisoft y posteriormente fue transferido a Electronic Arts, el cual creó simulaciones estacionales y también F1 Chellenge 1999-2002.
Un destacado lugar alcanzó el juego de simulación en PC Grand Prix Legends, realizado por Papyrus en 1998, el cual describió la Temporada 1967 de Fórmula 1 en vez de la temporada actual, como lo hacían el resto de los juegos contemporáneos. Se recrea de una manera muy precisa la física del automóvil y la sensación de ser un verdadero piloto de carreras de F1 en 1967: por ello, incluso después de que muchos años, es aun considerado como uno de los videojuegos más realistas de este género. El videojuego todavía goza de una gran popularidad por parte de la comunidad gamer, al punto de que se produjeron muchos mods y circuitos originales en el juego.

## Juegos de consola
A principios de la segunda mitad de los años ochenta, se crearon más videojuegos para computadoras domésticas, los que podría garantizar un desarrollo más fácil y menos costoso. La mayoría de estos juegos presentaban autódromos, vehículos y nombres de pilotos similares a los reales, pero todos fueron levemente modificados, ya que no tenían licencias oficiales de la Federación Internacional del Automóvil (FIA). Ejemplos de esto es el Super Monaco GP (y su secuela Ayrton Senna's Super Monaco GP II, el cual tenía una licencia de mostrar únicamente el nombre de Ayrton Senna, un célebre piloto de F1) o Nigel Mansell's World Championship, pero muchos otros juegos menos conocidos tuvieron características similares.
Durante la primera mitad de los años noventa, los videojuegos de F1 iban adquiriendo mayor popularidad, y muchas casas de software comenzaron a adquirir licencias, y haciendo uso de vehículos y nombres reales, por ejemplo, el F1 desarrollado por Domark, el cual presentaban pistas, pilotos y equipos más realistas.
La revolución de los gráficos 3D iniciada por Geoff Crammond Grand Prix no paso desapercibido en la industria de las consolas: algunas casas de software comenzaron a desarrollar videojuegos en este estilo como Sega con su Virtua Racing, y posteriormente Namco con Ace Driver: Victory Lap (que presentaba vehículos futuristas de F1).
El primer videojuego 3D que presentó una licencia completa fue Fórmula 1, desarrollado por Bizarre Creations y lanzado en formato PlayStation, siendo el primer juego de la exitosa saga de F1 de Sony Interactive Entertainment. A pesar de que el videojuego era más un juego de arcade que de simulación, fue muy bien recibido por el público; posteriormente, la saga tuvo un mayor enfoque hacia el realismo del juego. Entre otros juegos de F1 lanzados en el mismo período se encuentran EA Sports F1 Series y el F-1 World Grand Prix y F-1 World Grand Prix II (desarrollados por Nintendo y Video System). En 1997 se lanzó el segundo juego de F1 en 3D para la primera PlayStation titulado Formula 1 97, y terminó siendo un gran éxito, a tal punto de llegar al puesto Platinum en Europa.
Mientras la mayoría de los juegos de F1 son reproducciones estrictas del deporte sin importar el estilo del videojuego, F1 Race Stars, desarrollado por Codemasters fue el primero en llevar el estilo de juego Mario Kart al entorno, mientras que su licencia oficial de la FIA (que la compañía posee desde 2009) permitió que los equipos (con sus respectivos patrocinadores) y pilotos de la temporada de ese año recibieran un cambio de imagen más caricaturesco.

## Simuladores en PC modernos
A medida que la tendencia hacia el software de código abierto iba en aumento, los desarrolladores se dieron cuenta de que a muchos usuarios de videojuegos les gustaban agregar sus propias características a los videojuegos, y muchos videojuegos de carreras de PC se volvieron más fáciles de modificar. Juegos como rFactor, a pesar de que no era especialmente un juego de F1, se convirtió en una especie de etapa de desarrollo. Los jugadores de rFactor pudieron descargar varios mods para varias temporadas de F1, incluyendo temporadas ''clásicas'' como 1955 y 1979. Los creadores del juego, Image Space Incorporated, han trabajado con el equipo BMW Sauber F1 para introducir una versión realista del F1.06 y F1.07.
Sony tenía una licencia exclusiva para hacer videojuegos de F1 desde 2003 hasta 2007. Antes eso, Electronic Arts poseía esa exclusividad, y antes de ellos fue Microprose y la saga de Grand Prix. Actualmente Codemasters es la que posee esa licencia, quiénes han lanzados videojuegos de F1, basados en todas las temporadas desde 2009.

## PS2 y PS3
Después de que Fórmula 1 fuera lanzado para la PlayStation (PS1), los videojuegos de F1 tomaron terreno en la PlayStation 2 (PS2) y en la Xbox. El primero fue Formula One 2001, que fue lanzado tanto en la PS1 como en la PS2. En 2002, EA Sport lanzaron el videojuego F1 Career Challenge para PS2 y Xbox, que abarcaba las temporadas de F1 de 1999 hasta 2002, con todos los pilotos de cada temporada.
En 2003, Grand Prix Challenge fue lanzado por Melbourne House y publicado por Atari. Sea bien recibido por críticos. A pesar de que es un título desconocido para la mayoría de los fanáticos de los videojuegos de F1, fue elogiado por la crítica por sus gráficos de alta calidad para la época.
Después de que Formula One 06 fuese lanzado para la PS2, Sony Interactive Entertainment y Studio Liverpool lanzaron una nueva versión para la PlayStation 3 hacia principios de 2007, llamado Formula One Championship Edition.
Codemasters ha lanzado juegos de F1 de las temporadas 2010, 2011, 2012, 2013, y 2014 para la PlayStation 3. Una particularidad de los juegos de Studios Liverpool de Fórmula 1 era que los juegos en castellano tenían a los comentaristas reales de Telecinco Antonio Lobato y Gonzalo Serrano.

## Xbox 360
Después de que Codemasters adquiriera la Licencia en 2008, creó F1 2010, el cual fue lanzado por primera vez para la Xbox 360. El juego se basa en la temporada de 2010, y presenta a todos los pilotos y circuitos oficiales. El juego fue lanzado en septiembre de 2010, y también fue lanzado para las plataformas PC y PlayStation 3. Su secuela, F1 2011, fue lanzado en septiembre de 2011 y mostraba una actualización con nuevos pilotos y circuitos de la temporada 2011, en el cual estaba basado el videojuego. Fue lanzado originalmente para la Xbox 360, PC, PlayStation 3 y PlayStation Vita. En noviembre de 2011, una versión del juego fue lanzada para la Nintendo 3DS.

## Formato PC
En la mayoría de los juegos de carreras de PC como rFactor, Grand Prix 4 y F1 Challenge '99-'02, los jugadores pueden descargar mods, que permitan que el videojuego se replique principalmente en todas las temporadas de F1.

## Lista de videojuegos
A continuación se presentará una lista de videojuegos de F1 que enumera solo aquellos que posean el nombre de F1, ya sea porque posee la licencia de Formula One Manegement o porque simplemente posee el título de F1; también los que tenían licencia de los pilotos de carrera y los equipos involucrados en la serie, a fin de que se mostraran los colores que asemejan a los vehículos de F1 que ellos utilizan, pero con ciertas modificaciones deliberadas en los nombres de los pilotos y los equipos de carreras; la lista también incluye los títulos que llevan el nombre de Grand Prix, y carreras vinculadas en las temporadas de la F1.
| Videojuego                                         | Plataformas                                                                  | Fecha de lanzamiento                    | Desarrolladora y casa editorial                 | Temporada de F1 |
| -------------------------------------------------- | ---------------------------------------------------------------------------- | --------------------------------------- | ----------------------------------------------- | --------------- |
| F-1                                                | Arcade                                                                       | 1976                                    | Atari                                           | Sin licencia    |
| Monza GP                                           | Arcade                                                                       | 1979                                    | Olympia                                         | Sin licencia    |
| Monaco GP                                          | Arcade, SG-1000                                                              | 1979                                    | Gremlin Industries/Sega                         | Sin licencia    |
| Pro Monaco GP ,                                    | Arcade                                                                       | 1980                                    | Sega                                            | Sin licencia    |
| Monte Carlo                                        | Arcade                                                                       | 1980                                    | Atari                                           | Sin licencia    |
| Turbo                                              | Arcade, Intellivision, ColecoVision                                          | 1981                                    | Sega                                            | Sin licencia    |
| Pole Position                                      | Arcade                                                                       | 1982                                    | Namco / Atari                                   | Sin licencia    |
| Brands Deluxe                                      | C64                                                                          | 1983                                    | Alligata                                        | Sin licencia    |
| Grand Prix                                         | C64                                                                          | 1983                                    | MRH                                             | Sin licencia    |
| Grand Prix                                         | C64                                                                          | 1983                                    | C.R. Wright                                     | Sin licencia    |
| Chequered Flag                                     | ZX Spectrum                                                                  | 1983                                    | Steve Kelly                                     | Sin licencia    |
| Pole Position II                                   | Arcade, Atari 7800, Commodore 64                                             | 1983                                    | Namco / Atari                                   | Sin licencia    |
| Grand Prix                                         | C64                                                                          | 1984                                    | Ellis Horwood                                   | Sin licencia    |
| Grand Prix Manager                                 | ZX Spectrum                                                                  | 1984                                    | Silicon Joy                                     | Sin licencia    |
| F-1 Race                                           | NES, Game Boy                                                                | 1984                                    | Nintendo                                        | Sin licencia    |
| Scalextric: The Computer Edition                   | C64, Amstrad, ZX Spectrum                                                    | 1985                                    | Leisure Genius                                  | Sin licencia    |
| Formula 1 Simulator                                | C64, Commodore 16/Plus4, Amstrad, MSX, ZX Spectrum                           | 1985                                    | Spirit Software / Mastertronic                  | Sin licencia    |
| Formula 1                                          | Amstrad, ZX Spectrum                                                         | 1985                                    | G.B. Munday and B.P. Wheelhouse / CRL Group     | Sin licencia    |
| Grand Prix                                         | C64                                                                          | 1986                                    | Systems Editoriale                              | Sin licencia    |
| Grand Prix Simulator                               | C64, Amstrad, ZX Spectrum                                                    | 1986                                    | Codemasters                                     | Sin licencia    |
| Home Hungaroring                                   | C64                                                                          | 1986                                    | Kerszi                                          | Sin licencia    |
| Continental Circus                                 | Arcade                                                                       | 1987                                    | Taito                                           | Sin licencia    |
| Final Lap                                          | Arcade                                                                       | 1987                                    | Namco                                           | Sin licencia    |
| F1 Spirit: The Road to Formula 1                   | MSX                                                                          | 1987                                    | Konami                                          | Sin licencia    |
| Famicom Grand Prix: F1 Race                        | Famicom Disk System                                                          | 1987                                    | Nintendo                                        | Sin licencia    |
| Nigel Mansell's Grand Prix                         | Amiga, Atari ST, Amstrad, ZX Spectrum                                        | 1987                                    | Martech                                         | Sin licencia    |
| Grand Prix Circuit                                 | PC DOS, Amiga, Amstrad, C64, ZX                                              | 1988                                    | Distinctive Software / Accolade                 | Sin licencia    |
| Grand Prix Simulator II                            | C64, Amstrad, ZX Spectrum                                                    | 1988                                    | Oliver Twins / Codemasters                      | Sin licencia    |
| F-1 Dream                                          | Arcade                                                                       | 1988                                    | Capcom / Romstar                                | Sin licencia    |
| F-1 Spirit: 3D Special                             | MSX                                                                          | 1988                                    | Konami                                          | Sin licencia    |
| Ferrari Formula One                                | PC DOS, Amiga, Amstrad, C64, ZX Spectrum                                     | 1 de junio de 1988                      | Electronic Arts                                 | Sin licencia    |
| Grand Prix                                         | Amstrad, Commodore 64, ZX Spectrum                                           | 1988                                    | D&H Games                                       | Sin licencia    |
| Satoru Nakajima: F-1 Hero                          | NES                                                                          | 1988                                    | American Sammy / Varie                          | Sin licencia    |
| F1 Manager                                         | Amiga, Atari, C64                                                            | 1989                                    | Simulmondo                                      | Sin licencia    |
| Tail to Nose: Great Championship                   | Arcade                                                                       | 1989                                    | Video System                                    | Sin licencia    |
| Super Monaco GP                                    | Arcade, Sega Genesis, Amiga, Amstrad, Atari, C64, Sega Game Gear             | 1989                                    | Sega                                            | Sin licencia    |
| F-1 Dream                                          | PC Engine                                                                    | 1989                                    | NEC Interchannel                                | Sin licencia    |
| F-1 Pilot                                          | PC Engine                                                                    | 1989                                    | Pack-In-Video                                   | Sin licencia    |
| F1 Circus                                          | PC Engine, NES                                                               | 14 de septiembre de 1990                | Nichibutsu                                      | Sin licencia    |
| Final Lap 2                                        | Arcade                                                                       | 1990                                    | Namco                                           | Sin licencia    |
| Formula One: Built to Win                          | NES                                                                          | 1990                                    | SETA                                            | Sin licencia    |
| F1 Circus '91                                      | PC Engine                                                                    | 21 de julio de 1991                     | Nichibutsu                                      | Sin licencia    |
| F1 Circus MD                                       | Sega Mega Drive                                                              | 20 de diciembre de 1991                 | Micronics                                       | Sin licencia    |
| Satoru Nakajima F-1 Hero GB World Championship '91 | Game Boy                                                                     | 27 de diciembre de 1991                 | Varie                                           | Sin licencia    |
| Formula 1 3D: F1 Manager II                        | C64                                                                          | 1991                                    | Simulmondo                                      | Sin licencia    |
| Super Grand Prix                                   | Amiga, Atari ST                                                              | 1991                                    | Codemasters                                     | Sin licencia    |
| F1 Exhaust Note                                    | Arcade                                                                       | 1991                                    | Sega                                            | 1991            |
| F-1 Grand Prix                                     | Arcade, SNES                                                                 | 1991                                    | Video System                                    | 1991            |
| F1 Grand Prix: Satoru Nakajima                     | Sega Genesis                                                                 | 1991                                    | Varie                                           | 1991            |
| Fastest 1                                          | Sega Mega Drive                                                              | 1991                                    | Human Entertainment                             | 1990            |
| Satoru Nakajima F-1 Hero 2                         | NES                                                                          | 1991                                    | Varie                                           | Sin licencia    |
| Slicks                                             | C64, Amstrad, ZX Spectrum                                                    | 1991                                    | Oliver Twins / Codemasters                      | Sin licencia    |
| Al Unser Jr.'s Turbo Racing                        | NES                                                                          | 1991                                    | Data East                                       | Sin licencia    |
| Aguri Suzuki F-1 Super Driving                     | SNES                                                                         | 1992                                    | Genki                                           | Sin licencia    |
| F-1 Grand Prix Part II                             | Arcade, SNES                                                                 | 1992                                    | Video System                                    | 1992            |
| F1 Circus Special: Pole to Win                     | PC Engine                                                                    | 26 de junio de 1992                     | Nichibutsu                                      | Sin licencia    |
| F1 Circus '92                                      | PC Engine                                                                    | 18 de diciembre de 1992                 | Nichibutsu                                      | Sin licencia    |
| F-1 Hero MD                                        | Sega Mega Drive                                                              | 1992                                    | Varie                                           | 1992            |
| F1 Super License: Nakajima Satoru                  | Sega Genesis                                                                 | 1992                                    | Varie                                           | 1992            |
| F1 Pole Position                                   | SNES                                                                         | 1992                                    | Human Entertainment                             | 1992            |
| Final Lap 3                                        | Arcade                                                                       | 1992                                    | Namco                                           | Sin licencia    |
| Grand Prix                                         | PC DOS, Atari ST, Amiga                                                      | 1992                                    | MicroProse, Geoff Crammond                      | Sin licencia    |
| Nigel Mansell's World Championship                 | PC DOS, Amiga, Atari ST, Sega Genesis, NES, ZX Spectrum                      | 1992                                    | Gremlin Graphics / Gremlin Interactive          | Sin licencia    |
| Ayrton Senna's Super Monaco GP II                  | Sega Master System, Sega Genesis, Sega Game Gear                             | Julio de 1992                           | Sega                                            | Sin licencia    |
| Ferrari Grand Prix Challenge                       | Sega Genesis, Game Boy                                                       | 1992                                    | System 3 / Acclaim Entertainment                | Sin licencia    |
| Grand Prix Unlimited                               | PC DOS                                                                       | 1992                                    | Accolade                                        | 1991            |
| Exhaust Heat                                       | SNES                                                                         | 1992                                    | SETA                                            | Sin licencia    |
| Hungaroring                                        | C64                                                                          | 1992                                    | Novotrade                                       | Sin licencia    |
| Satoru Nakajima F-1 Hero GB '92: The Graded Driver | Game Boy                                                                     | 1992                                    | Varie                                           | Sin licencia    |
| Super F1 Circus                                    | SNES                                                                         | 24 de julio de 1992                     | Nichibutsu                                      | Sin licencia    |
| Super F1 Circus Limited                            | SNES                                                                         | 23 de octubre de 1992                   | Nichibutsu                                      | Sin licencia    |
| F1 Hero MD                                         | Sega Genesis                                                                 | 1992                                    | Aisystem / Varie                                | Sin licencia    |
| F1 Super License: Nakajima Satoru                  | Sega Genesis                                                                 | 1992                                    | Varie                                           | 1992            |
| Super F1 Hero                                      | SNES                                                                         | 18 de diciembre de 1992                 | Varie                                           | Sin licencia    |
| F-1 Grand Prix Star II                             | Arcade                                                                       | 1993                                    | Jaleco                                          | 1992            |
| F1 Super Lap                                       | Arcade                                                                       | 1992                                    | Sega                                            | 1992            |
| Formula 1 Sensation                                | NES                                                                          | 1993                                    | Konami                                          | Sin licencia    |
| Formula One                                        | PC DOS, Sega Master System, Sega Genesis, Sega Game Gear, Amiga              | 1993                                    | Atari / Domark                                  | 1993            |
| F1 Pole Position 2                                 | SNES                                                                         | 1993                                    | Human Entertainment                             | 1993            |
| F1-Racer                                           | Amiga                                                                        | 1994                                    | F1 Licenceware                                  | Sin licencia    |
| Final Lap R                                        | Arcade                                                                       | 1993                                    | Namco                                           | 1993            |
| Gerhard Berger's Formula 1 Quiz                    | C64                                                                          | 1993                                    | Austriasoft                                     |                 |
| Super F1 Circus 2                                  | SNES                                                                         | 29 de julio de 1993                     | Nichibutsu                                      | Sin licencia    |
| F1 Circus CD                                       | Mega-CD                                                                      | 18 de marzo de 1994                     | Nichibutsu                                      | Sin licencia    |
| F1 Super Battle                                    | Arcade                                                                       | 1994                                    | Jaleco                                          | Sin licencia    |
| Formula One World Championship: Beyond the Limit   | Mega-CD                                                                      | 1994                                    | Sega                                            | 1993            |
| F-1 Grand Prix Part III                            | SNES                                                                         | 1994                                    | Video System                                    | 1991 - 1993     |
| Human Grand Prix III: F1 Triple Battle             | SNES                                                                         | 1994                                    | Human Entertainment                             | 1994            |
| Nakajima Satoru F-1 Hero '94                       | SNES                                                                         | 1994                                    | Varie                                           | Sin licencia    |
| Super F1 Circus 3                                  | SNES                                                                         | 14 de julio de 1994                     | Nichibutsu                                      | Sin licencia    |
| Grand Prix Manager                                 | PC DOS                                                                       | 1995                                    | MicroProse                                      | 1995+           |
| F1 World Championship Edition                      | Amiga, Sega Genesis                                                          | 1995                                    | Peakstar / Domark                               | 1994            |
| F1 Challenge                                       | Sega Saturn                                                                  | 1995                                    | Virgin Interactive                              | 1995            |
| Human Grand Prix IV: F1 Dream Battle               | SNES                                                                         | 1995                                    | Human Entertainment                             | 1995            |
| SD F-1 Grand Prix                                  | SNES                                                                         | 1995                                    | Human Entertainment                             | Sin licencia    |
| Slipstream                                         | Arcade                                                                       | 1995                                    | Capcom                                          | Sin licencia    |
| Super F1 Circus Gaiden                             | SNES                                                                         | 7 de julio de 1995                      | Nichibutsu                                      | Sin licencia    |
| Grand Prix 2                                       | PC DOS                                                                       | 30 de agosto de 1996                    | Geoff Crammond, MicroProse                      | 1994            |
| Grand Prix Manager 2                               | PC                                                                           | 1996                                    | Edward Grabowski / MicroProse                   | 1996+           |
| F-1 Grand Prix 1996 - Team Unei Simulation         | PlayStation                                                                  | 1996                                    | Coconuts                                        | 1996            |
| Formula One Masters                                | Amiga                                                                        | 1996                                    | Amivision / ESP                                 | Sin licencia    |
| F1 Manager 96                                      | PC                                                                           | 1996                                    | Software 2000 / EuroPress                       | 1996+           |
| Pole Position Team F1 (Manager)                    | PC                                                                           | 1996                                    | Ascon GmbH / Electronic Arts, Ascon GmbH        | 1995+           |
| Formula 1                                          | PC, PlayStation                                                              | Septiembre de 1996                      | Bizarre Creations / Psygnosis                   | 1995            |
| Power F1                                           | PC                                                                           | Abril de 1997                           | Teque London / Eidos                            | 1995            |
| Formula Grand Prix: Team Unei Simulation 2         | PlayStation                                                                  | 1997                                    | Coconuts                                        | Sin licencia    |
| Formula 1 97                                       | PC, PlayStation                                                              | 26 de septiembre de 1997                | Bizarre Creations / Psygnosis                   | 1997            |
| F1 Pole Position 64                                | Nintendo 64                                                                  | Octubre de 1997                         | Human Entertainment / Ubisoft                   | 1996            |
| F1 Racing Simulation                               | PC                                                                           | 31 de diciembre de 1997                 | Bizarre Creations / Ubisoft                     | 1996            |
| Prost Grand Prix                                   | PC                                                                           | 1998                                    | Visiware / Infogrames, Canal+                   | 1997            |
| Tactics Formula                                    | Sega Saturn                                                                  | 1997                                    | Aki Corporation                                 | Sin licencia    |
| F-1 World Grand Prix                               | Nintendo 64, Arcade                                                          | 27 de julio de 1998                     | Paradigm Entertainment, Video System / Nintendo | 1997            |
| Formula Circus                                     | PlayStation                                                                  | 2 de mayo de 1997                       | Nichibutsu                                      | Sin licencia    |
| Racing Simulation 2                                | PC                                                                           | 1998                                    | Ubisoft                                         | Sin licencia    |
| Johnny Herbert's Grand Prix Championship 1998      | PC                                                                           | 30 de septiembre de 1998                | Midas Interactive Entertainment                 | Sin licencia    |
| Grand Prix Legends                                 | PC                                                                           | Octubre de 1998                         | Papyrus / Sierra Entertainment                  | 1967            |
| Formula 1 98                                       | PlayStation                                                                  | 30 de noviembre de 1998                 | Visual Science / Psygnosis                      | 1998            |
| Official Formula One Racing                        | PC                                                                           | 1999                                    | Lankhor / Eidos Interactive                     | 1998            |
| Monaco Grand Prix: Racing Simulation 2             | PC, PlayStation, Nintendo 64                                                 | Junio de 1999                           | Ubisoft                                         | Sin licencia    |
| Formula One 99                                     | PC, PlayStation                                                              | Octubre de1999                          | Studio 33 / Psygnosis                           | 1999            |
| F1 World Grand Prix                                | PC, PlayStation                                                              | 17 de diciembre de 1999                 | Lankhor / Eidos Interactive                     | 1999            |
| F1 2000                                            | PC, PlayStation                                                              | Marzo de 2000                           | Visual Science / EA Sports                      | 2000            |
| F1 Racing Championship                             | PC, PS, PS2, Nintendo 64, GBC, Sega Dreamcast                                | 30 de abril de 2000                     | Ubisoft / Video System                          | 1999            |
| Grand Prix 3                                       | PC                                                                           | 28 de julio de 2000                     | Geoff Crammond, MicroProse / Hasbro Interactive | 1998            |
| Grand Prix World                                   | PC                                                                           | 2000                                    | Edward Grabowski / MicroProse                   | 1998            |
| F-1 World Grand Prix II                            | Nintendo 64, Dreamcast, Game Boy Color                                       | Julio de 2000                           | Paradigm Entertainment, Video System / Nintendo | 1998            |
| Formula One 2000                                   | PlayStation, Game Boy Color                                                  | 6 de octubre de 2000                    | Studio 33 / SCE                                 | 2000            |
| F1 Manager 2000                                    | PC                                                                           | 13 de octubre de 2000                   | Intelligent Games / EA Sports                   | 2000+           |
| F1 Championship Season 2000                        | PC, PS, PS2, Xbox, GBC                                                       | Septiembre de 2001                      | Visual Science / EA Sports                      | 2000            |
| F1 World Grand Prix 2000                           | PC, PlayStation                                                              | 21 de febrero de 2001                   | Eutechnyx / Eidos Interactive                   | 2000            |
| Formula One 2001                                   | PlayStation, PlayStation 2                                                   | 21 de mayo de 2001                      | Sony Studio Liverpool / SCEE                    | 2001            |
| Grand Prix 3 Season 2000                           | PC                                                                           | Agosto de 2001                          | MicroProse / Atari                              | 2000            |
| F1 2001                                            | PC, PS2, Xbox                                                                | Octubre de 2001                         | ISI / EA Sports                                 | 2001            |
| F1 Manager 2001                                    | PC                                                                           | 21 de septiembre de 2001                | Intelligent Games / EA Sports                   | 2001+           |
| Williams F1 Team Driver                            | PC                                                                           | Diciembre de 2001                       | KnowWonder / THQ                                | 2001            |
| F1 2002                                            | PC, PS2, Xbox, GC                                                            | Junio de 2002                           | ISI, Magic Pockets / EA Sports                  | 2002            |
| Formula One Arcade                                 | PlayStation                                                                  | Septiembre de 2002                      | Studio 33 / SCE                                 | 2001            |
| Grand Prix 4                                       | PC                                                                           | 10 de septiembre de 2002                | Geoff Crammond, MicroProse / Infogrames         | 2001            |
| Formula One 2002                                   | PlayStation 2                                                                | 1 de noviembre de 2002                  | Sony Studio Liverpool / SCEE                    | 2002            |
| Grand Prix Challenge                               | PlayStation 2                                                                | 21 de noviembre de 2002                 | Melbourne House, Infogrames / Atari             | 2002            |
| F1 Challenge '99-'02 (F1 Career Challenge)         | PC (PlayStation 2, Xbox, Nintendo GameCube)                                  | 13 de mayo de 2003 (9 de junio de 2003) | ISI / EA Sports (Visual Science / EA Sports)    | 1999-2002       |
| Formula One 2003                                   | PlayStation 2                                                                | 11 de julio de 2003                     | Sony Studio Liverpool / SCEE                    | 2003            |
| Formula One 04                                     | PlayStation 2                                                                | 22 de septiembre de 2004                | Sony Studio Liverpool / SCEE                    | 2004            |
| F1 Manager Online                                  | PC                                                                           | Junio de 2005                           | F1-TM                                           | Sin licencia    |
| Formula One 05                                     | PlayStation 2                                                                | 1 de julio de 2005                      | Sony Studio Liverpool / SCEE                    | 2005            |
| F1 Grand Prix                                      | PlayStation Portable                                                         | 1 de septiembre de 2005                 | Traveller's Tales / Sony CEE                    | 2005            |
| Formula One 06                                     | PlayStation 2, PlayStation Portable                                          | 28 de julio de 2006                     | SCE Studio Liverpool / SCE                      | 2006            |
| Formula One Championship Edition                   | PlayStation 3                                                                | 28 de diciembre de 2006                 | SCE Studio Liverpool / SCE                      | 2006            |
| F1 2009                                            | Wii, PlayStation Portable                                                    | 17 de noviembre de 2009                 | Sumo Digital / Codemasters                      | 2009            |
| iGP Manager                                        | PC                                                                           | 2009                                    | iGP Games                                       | Sin licencia    |
| F1 2010                                            | PC, PlayStation 3, Xbox 360                                                  | 24 de septiembre de 2010                | Codemasters / Codemasters                       | 2010            |
| F1 2011                                            | PC, PlayStation 3, PlayStation Vita, Nintendo 3DS, Xbox 360                  | 20 de septiembre de 2011                | Codemasters / Codemasters                       | 2011            |
| F1 2012                                            | PC, PlayStation 3, Xbox 360                                                  | 18 de septiembre de 2012                | Codemasters / Codemasters                       | 2012            |
| F1 Race Stars                                      | PC, PlayStation 3, Xbox 360                                                  | 13 de noviembre de 2012                 | Codemasters / Codemasters                       | 2012            |
| F1 2013                                            | PC, PlayStation 3, Xbox 360                                                  | 4 de octubre de 2013                    | Codemasters / Codemasters                       | 2013            |
| F1 2014                                            | PC, PlayStation 3, Xbox 360                                                  | 17 de octubre de 2014                   | Codemasters / Codemasters                       | 2014            |
| Cockpit Manager 14                                 | PC                                                                           | 11 de abril de 2014                     | Cartola Games                                   | 2014            |
| F1 2015                                            | PC, PlayStation 4, Xbox One                                                  | 10 de julio de 2015                     | Codemasters / Codemasters                       | 2014, 2015      |
| F1 2016                                            | PC, PlayStation 4, Xbox One, Android, iOS, tvOS                              | 19 de agosto de 2016                    | Codemasters / Codemasters                       | 2016            |
| Motorsport Manager                                 | PC, MAC, Linux                                                               | 9 de noviembre de 2016                  | Play Sport Games / Sega                         | Sin licencia    |
| F1 2017                                            | PC, PlayStation 4, Xbox One                                                  | 25 de agosto de 2017                    | Codemasters / Codemasters                       | 2017            |
| F1 2018                                            | PC, PlayStation 4, Xbox One, Android, iOS                                    | 24 de agosto de 2018                    | Codemasters / Koch Media                        | 2018            |
| F1 Mobile Racing                                   | Android, iOS                                                                 | 22 de noviembre de 2018                 | Codemasters                                     | 2018-2023       |
| F1 Clash                                           | Android                                                                      | 10 de mayo de 2019                      | Hutch                                           | 2019-2023       |
| F1 2019                                            | PC, PlayStation 4, Xbox One                                                  | 27 de junio de 2019                     | Codemasters / Codemasters                       | 2019            |
| F1 2020                                            | PC, PlayStation 4, Xbox One                                                  | 10 de julio de 2020                     | Codemasters / Codemasters                       | 2020            |
| F1 2021                                            | PC, PlayStation 4, PlayStation 5, Xbox One y Xbox Series X/S                 | 16 de julio de 2021                     | Codemasters                                     | 2021            |
| F1 Manager 2022                                    | PC, PlayStation 4, Xbox One                                                  | 2022                                    | Frontier Developments                           | 2022            |
| F1 22                                              | PC, PlayStation 4, PlayStation 5, Xbox One y Xbox Series X/S                 | 2022                                    | Codemasters                                     | 2022            |
| Monoposto                                          | iOS, Android                                                                 | 2022                                    | Marco Pesce                                     | Sin licencia    |
| Ala Mobile                                         | iOS, Android, Nintendo Switch                                                | 2023                                    | CVi Games                                       | Sin licencia    |
| F1 23                                              | PC, PlayStation 4, PlayStation 5, Xbox One y Xbox Series X/S                 | 2023                                    | Codemasters                                     | 2023            |
| F1 Manager 2023                                    | PC, PlayStation 4, Xbox One, PlayStation 5, Xbox Series X/S                  | 2023                                    | Frontier Developments                           | 2023            |
| F1 24                                              | PC, PlayStation 4, PlayStation 5, Xbox One y Xbox Series X/S                 | 2024                                    | Codemasters                                     | 2024            |
| F1 Manager 2024                                    | PC, PlayStation 4, Xbox One, PlayStation 5, Xbox Series X/S, Nintendo Switch | 2024                                    | Frontier Developments                           | 2024            |